# Cortodera kiesenwetteri
Коротунка Кізенветтерова (лат. Cortodera kiesenwetteri Pic, 1893) — вид жуків з родини Скрипунових.

## Поширення
Вид розповсюджений у Поволжі від Жигулів до Астрахані, однак із дуже диз'юнктивним ареалом.